# 2017年10月民進党代表選挙
2017年10月民進党代表選挙（2017ねん10がつみんしんとうだいひょうせんきょ）は、2017年10月23日に辞任を表明した前原誠司代表の後任を選出するため、2017年10月31日に両院議員総会において実施された民進党の党代表選挙である。唯一立候補を届け出た大塚耕平が無投票で選出された。

## 概説
2017年9月1日の民進党代表選挙で新代表に選出された前原誠司は、新執行部人事で幹事長に内定していた山尾志桜里が週刊誌のスキャンダル報道で離党し、代表選を戦った枝野幸男陣営の幹部を要職に起用したことで民共共闘に批判的な笠浩史・後藤祐一・鈴木義弘らが相次いで離党を表明するなど、党内の混乱や「離党ドミノ」で党勢の回復に苦慮していた。一方、7月の東京都議会議員選挙で地域政党「都民ファーストの会」を率いて大勝した小池百合子東京都知事は、9月25日に国政新党「希望の党」の結成を表明したが、同日に安倍晋三内閣総理大臣が第194回臨時国会冒頭の衆議院解散と第48回衆議院議員総選挙を10月10日公示・10月22日投開票の日程で行うことを正式表明したことを受け、短期決戦に向けた組織力や資金力の不足が課題となっていた。9月26日、前原は小池と会談し、民進党と希望の党との合流について協議した。
前原は9月28日の衆議院解散後の民進党両院議員総会で、(1)今回の総選挙における民進党の公認内定は取り消す、(2)民進党の立候補予定者は「希望の党」に公認を申請することとし、「希望の党」との交渉及び当分の間の党務については代表に一任する、(3)民進党は今回の総選挙に候補者を擁立せず、「希望の党」を全力で支援する、との方針を提案して満場一致で了承され、その後の記者会見で「全員が（希望の党の）公認候補になるよう尽力する」と述べた。しかし、小池が9月29日に「（民進党前衆議院議員を）全員受け入れるようなことはさらさらない」「（リベラル派が）排除されないということはない。排除する」と述べ、立候補予定者に対し安保法制白紙撤回や憲法改正反対などの主張を改めるよう要求すると、これに反発した枝野が10月2日に新党「立憲民主党」の結成を表明し、民進党出身者は希望の党・立憲民主党・無所属に分裂して選挙戦に臨むこととなった。
総選挙の結果、与党の自民・公明両党が野党の分裂を背景に定数465議席の3分の2を超える313議席を獲得して圧勝したのに対し、立憲民主党は公示前の15議席から55議席に躍進して野党第一党となったが、希望の党は公示前の57議席を下回る50議席にとどまった。前原は10月23日の記者会見で民進党の参議院議員と地方組織について一定の方向性を決めた後に与党圧勝を許した責任を取って代表を辞任する意向を表明し、10月27日の両院議員総会で希望の党との合流方針の撤回と地方組織の存続方針を決めた後、10月30日の両院議員総会で辞任が了承され、これに伴い代表選が行われることとなった。任期は、2018年9月末まで。
10月30日の両院議員総会で、10月31日正午から午後1時まで立候補受付を行い、午後3時から両院議員総会を開催して代表を選出することが決定された。11月1日召集の第195回特別国会までに新代表を選出をするため、党員・サポーター投票は行わず、党所属国会議員のみによる投票で選出する方式が採用された。立候補受付の結果、大塚耕平以外の立候補者がおらず、大塚が無投票当選を果たした。報道によると、党内から「選挙をすると党が割れるきっかけになる」として候補者一本化を求める声があり、大塚・小川敏夫・蓮舫の間で一本化が模索され、終盤は旧同盟系労組などが推す大塚と左派・リベラル系が推す蓮舫が争う構図となったが、一足先に推薦人24人を確保した大塚が交渉を優位に進め、単独立候補に成功したという。

### 立候補者
- 大塚耕平 - 参議院議員（3期）、政調会長代理、元厚生労働副大臣。旧民社党系グループが支持[46][42]。

### 立候補が取り沙汰された人物
- 岡田克也 - 衆議院議員（10期）、元「無所属の会」代表、元民進党代表、元副総理、元外務大臣。候補として名前が挙がっていたが、10月30日の無所属の会の会合で新代表は参議院から出すべきとの認識で一致し[30][47]、会合後に出馬を否定した[28][48]。
- 羽田雄一郎 - 参議院議員（4期）、幹事長代理、元国土交通大臣。候補として名前が挙がっていたが、10月30日の両院議員総会後に出馬を否定した[30]。
- 小川敏夫 - 参議院議員（4期）、参議院議員会長、元法務大臣。立候補に意欲を示していたが、候補者一本化を模索して出馬を断念した[39][49]。
- 蓮舫 - 参議院議員（3期）、前代表、元行政刷新担当大臣。立候補に意欲を示していたが、推薦人が集まらなかった[50][45]。

## 党代表選データ

### 日程
- 10月30日 - 民進党が両院議員総会で代表選挙実施を決定[51]
- 10月31日 - 立候補受付、両院議員総会[52]

### 推薦人
名簿順
| 候補者   | 推薦人 |
| -------- | --- |
| 大塚耕平 | 柳田稔、礒崎哲史、浜野喜史、伊藤孝恵、石上俊雄、濱口誠、矢田稚子、榛葉賀津也、羽田雄一郎、川合孝典、小林正夫、森本真治、大野元裕、吉川沙織、白眞勲、斎藤嘉隆、大島九州男、増子輝彦、難波奨二、古賀ゆきひと、野田国義、牧山弘恵、藤田幸久、桜井充 |

- 出典：『大塚耕平候補推薦人名簿』（PDF）（プレスリリース）民進党、2017年10月31日。

## 選挙後の人事
11月8日の両院議員総会で主要人事が承認され、11月17日の常任幹事会で以下の通り報告された。新組織として「基本政策検討本部」「党の戦略・組織・運営に関する改革本部」（いずれも仮称）が設けられ、それぞれ大塚が本部長に就いた。
| 常任顧問                                       | 岡田克也                     |
| 代表                                           | 大塚耕平                     |
| 副代表                                         | 原口一博 小林正夫            |
| 幹事長                                         | 増子輝彦                     |
| 幹事長代理                                     | 羽田雄一郎 福田昭夫 川合孝典 |
| 財務局長                                       | 大野元裕                     |
| 国民運動局長                                   | 牧山弘恵                     |
| 役員室長                                       | 羽田雄一郎                   |
| 役員室長代理                                   | 吉川沙織 斎藤嘉隆            |
| 参議院議員会長                                 | 小川敏夫                     |
| 参議院幹事長                                   | 羽田雄一郎                   |
| 参議院国会対策委員長                           | 那谷屋正義                   |
| 常任幹事会議長                                 | 鉢呂吉雄                     |
| 政務調査会長                                   | 足立信也                     |
| 政務調査会長代理                               | 金子恵美 田名部匡代          |
| 選挙対策委員長                                 | 篠原孝                       |
| 選挙対策委員長代行                             | 榛葉賀津也                   |
| 国会対策委員長                                 | 平野博文                     |
| 組織委員長                                     | 桜井充                       |
| 統一地方選挙・参議院選挙対策本部長             | 大塚耕平                     |
| 男女共同参画推進本部長                         | 徳永エリ                     |
| 党の戦略・組織・運営に関する改革本部（仮称）長 | 大塚耕平                     |
| 検討会座長                                     | 中川正春                     |
| 基本政策検討本部（仮称）長                     | 大塚耕平                     |
| 両院議員総会長                                 | 柳田稔                       |
| 代表選挙管理委員長                             | 相原久美子                   |
| 倫理委員長                                     | 神本美恵子                   |
| 常任監査                                       | 江崎孝                       |
| 会計監査                                       | 難波奨二                     |

- 出典：『民進党役員一覧』（PDF）（プレスリリース）民進党、2017年11月17日。